# سیذیسفیورذور
سیذیسفیورذور (ایسلندی: Seyðisfjörður؛ ‏تلفظ ایسلندی: [ˈseiːðɪsˌfjœrðʏr̥]‏) شهرکی در آستورلاند ایسلند است که در آبدره‌ای در شرق این کشور واقع شده است.